# Henning Thue
Henning Junghans Thue, född 9 november 1815 i Grimstad, död 15 januari 1851 i Stuttgart, var en norsk författare. 
Thue avlade filologisk ämbetsexamen i Kristiania 1840, blev samma år universitetsstipendiat och företog 1842–1844 en längre utrikes resa. Han utnämndes 1844 till överlärare vid Arendals "middel- og realskole" och 1848 till lektor i grekiska vid universitetet i Kristiania. 
Thue utgav Læsebog i Modersmaalet (1846) samt skrev dikter och avhandlingar, bland annat Trubadurerne og Trubadurpoesien (1843). Hans Efterladte Arbeider utgavs 1853 av Marcus Jacob Monrad.